# Вещевой мешок

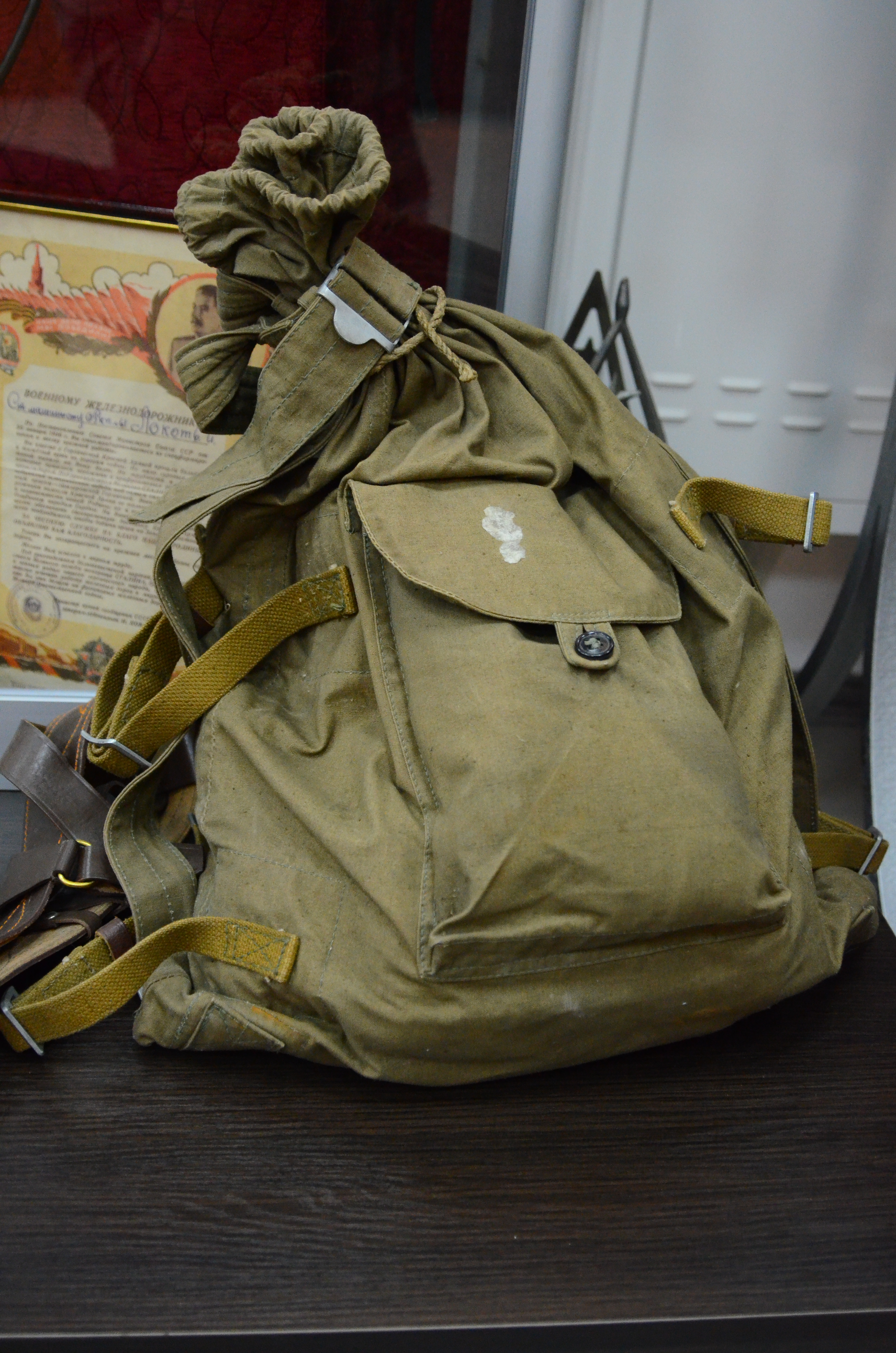
Вещевой мешок, музей истории и развития Донецкой железной дороги)

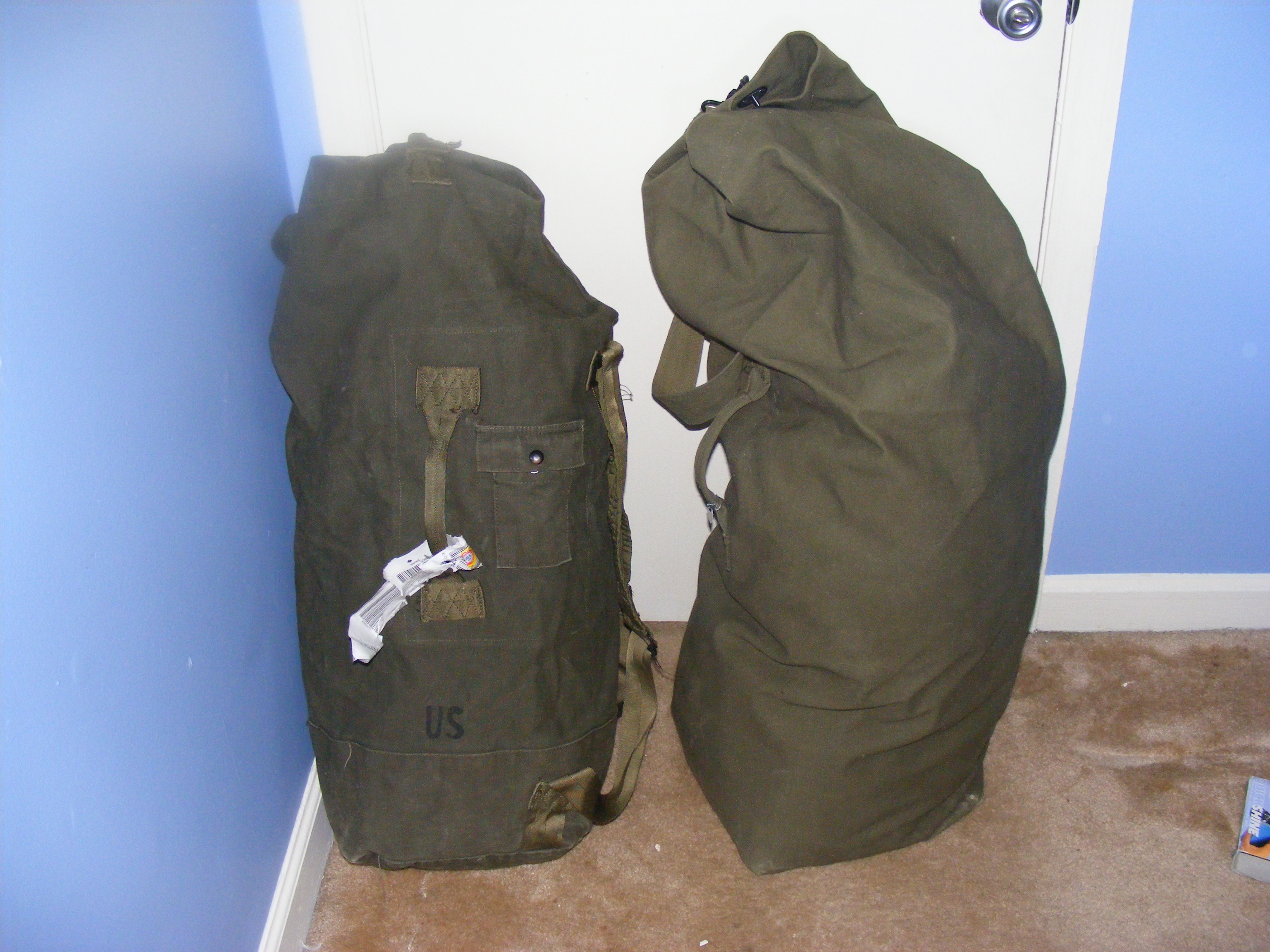
Вещевые мешки вооружённых сил США

Вещево́й мешо́к (вещмешо́к) — заплечная сумка в виде мешка из брезента (парусины) цилиндрической (или другой простой) формы с клапаном в верхней части, внешне напоминает бесформенный рюкзак.
Вещевой мешок обычно закрывается с помощью затягивающего шнура (клапана или ремня). Объём вещмешка составляет около 30 литров. Впервые вещмешок был принят на оснащение Русской императорской армии в 1869 году, относился к амуничным вещам рядового и унтер-офицерского составов, срок использования был установлен в 8 лет, подобные мешки использовались до 2015 года. Официально назывался в ВС СССР «мешком вещевым из палаточной ткани с водоупорной пропиткой с наружным карманом и ремнями для крепления шинельной скатки» и входил в состав комплектов полевого снаряжения для сержантов и солдат мотострелковых частей сухопутных войск.

## История
Вещевой мешок известен с давних времён. Он широко использовался людьми самых разных профессий и занятий для переноски самой разнообразной поклажи. Кустарный вещмешок делался вручную из простейших материалов, любого подходящего по размеру мешка и верёвки (ремня, пояса, матерчатой лямки) длиной около 1,5 метра. В углы мешка помещались небольшие округлые предметы (картофелины, небольшие камни), после чего концы верёвки привязывались к углам (положенные в углы предметы не давали верёвочным петлям свалиться с углов). Мешок заполнялся содержимым, после чего из середины верёвки делалась петля, которая затягивалась на горловине.
С 1869 года в Русской императорской армии выдавался мешок холщовый вместо ранца из телячьей кожи или парусины.
Во время русско-турецкой войны 1877—1878 годов, использовавшиеся (по образцу западноевропейских армий) ранцы из телячьей кожи оказались тяжёлыми и неудобоносимыми, поэтому многие воинские части заменили их мешками из непромокаемой парусины.
В 1882 году в Русской императорской армии «вещевой и сухарный мешок» из парусины был официально принят для хранения и перевозки (переноски) имущества военнослужащего взамен ранца. В 1889 году мешки были отменены в гвардейской пехоте, пешей артиллерии и инженерных войсках, а взамен вновь введены ранцы образца 1874 года; в гренадёрской и армейской пехотах было принято снаряжение из вещевого мешка и сапожного чехла новых образцов.
В вещевой мешок и сухарный мешок укладывались:
- две рубахи
- исподние брюки
- две пары портянок
- полотенце
- пара рукавиц с варежками
- 5 фунтов (около 2 кг) сухарей
- 0,125 фунта (около 50 г) соли
- принадлежности ружейные
- принадлежности для содержания чистоты и опрятности
- чарка
- 24 патрона

При этом общий вес предметов ноши русского солдата составлял по форме 1882 года 69 фунтов и 87 золотников (свыше 28 кг), из которых на оружие приходилось 11 фунтов 57 золотников, на патронташ — 6 фунтов 83 золотника, на сухарный мешок с укладкой — 7 фунтов 91 золотник.
Вещмешок дореволюционного образца практически без изменений сохранился в пользовании советской Красной армии с 1918 года до 1950-х годов, после чего был немного модернизирован. Сзади на мешок стал нашиваться большой наружный карман, предназначенный для мелочей и предметов личной гигиены, в нижней части — небольшой плоский кармашек для идентификационной таблички (с указанием владельца мешка), по бокам появились брезентовые ремни-стяжки для шинельной скатки. В таком виде вещмешок просуществовал до нашего времени. В мешок вещевой с 1 января 1970 года укладывались:
- к стенке, прилегающей к спине военнослужащего:
  - плащ-палатку;
  - запасные портянки, сложенные в свёртки размером 30×45 см;
- на дно:
  - запас продовольствия;
  - котелок (поверх запаса продовольствия);
  - кружку;
  - личные вещи;
  - стальной шлем;
- в карман мешка вещевого:
  - туалетные принадлежности;
- Кроме того стрелки́ и автоматчики укладывали в вещмешок чехол с маслёнкой.

С 1 января 1974 года установлено, что вещевой мешок солдатами не носится, а перевозится и хранится в полевых условиях в боевых и транспортных машинах и укладывается в местах, указанных командиром. В вещевой мешок укладываются:
- плащ-палатка в тех случаях, когда она не используется;
- запасные портянки;
- котелок с уложенным в него боевым рационом продовольствия и кружкой (при отсутствии боевого рациона в мешок вещевой может быть уложен сухой паёк);
- стальной шлем в тех случаях, когда он не надевается;
- туалетные принадлежности, полотенце, ложка и предметы хозяйственного обихода — в карман вещевого мешка.

В 2015 году вместе с введением новой формы одежды армейский вещмешок был заменён сумкой с плечевым ремнём.

## Конструкция
Современный российский армейский вещевой мешок изготавливается из прочной хлопчатобумажной ткани, обработанной палаточной пропиткой. Ремни для навешивания поклажи снаружи сделаны из брезента, пряжки — из алюминиевого сплава. Вещмешок для сухопутных войск окрашивается в защитные цвета, для ВМФ — в чёрный цвет.
Вещмешок состоит из мешка, на который нашит наружный карман, и присоединённых к мешку широкого ремня-лямки, четырёх пар коротких ремней для крепления внешней навески и дополнительного грудного ремня-стяжки для фиксации лямок при ношении. Мешок имеет полезный объём около 30 литров. Горловина мешка может затягиваться верёвкой.
Основной ремень — матерчатый широкий, крепится через 2 алюминиевые пряжки, пришитые на боках мешка снизу. После закрытия мешка средняя часть этого ремня собирается в петлю, через которую продевается горловина мешка, после чего петля затягивается, образуя 2 плечевых ремня. За счёт пряжек длина ремня может подгоняться по необходимости. Дополнительный ремень-стяжка для основного ремня обеспечивает комфорт при длительном ношении вещмешка, препятствуя сползанию ремней с плеч.
Наружный карман нашит на мешок сзади по центру, он закрывается сверху клапаном и застёгивается на пуговицу. По бокам мешка к нему пришиты по 2 пары брезентовых ремней с пряжками: с их помощью на боках мешка можно закрепить скатку шинели или 2 цилиндрических предмета или контейнера высотой приблизительно от 30 см и диаметром до 15 см. Изначально эти ремни предназначались для крепления плащ-палатки и/или шинели в скатку (скатанных в рулон), но на них можно навешивать и любую другую подходящую по размеру поклажу.

## Укладка
Вещмешок изготовлен из мягкой ткани и не имеет ни арматуры, которая поддерживала бы его форму, ни деталей для крепления поклажи внутри мешка. Поэтому для обеспечения комфорта при ношении и сохранности содержимого вещмешка при его укладке должны соблюдаться определённые правила:
- Тяжёлые и малочувствительные к сдавливанию предметы укладываются на дно.
- Мягкие предметы (например, запасная одежда) размещаются на стенке, прилегающей к спине.
- Предметы и контейнеры с острыми углами укладываются в середине мешка, между других вещей, чтобы углы не контактировали с тканью мешка. Если это невозможно, необходимо прикрыть углы, проложив их любой достаточно прочной, но мягкой вещью.
- Сверху кладутся относительно лёгкие и менее прочные вещи.
- Мелкие предметы должны быть упакованы в контейнеры или свёртки.
- Предметы, к которым может потребоваться быстрый доступ, помещаются в наружный карман.

Чтобы исключить перемещение вещей внутри мешка, укладка должна быть плотной. Горловина завязывается лямками так, чтобы в мешке над вещами не оставалось свободного пространства. При необходимости вещмешок может быть дополнительно стянут с боков наружными крепёжными ремнями.